# Ҫ
Ҫ, ҫ или С с камшиче е буква от кирилицата.
Обозначава беззвучната зъбна проходна съгласна /θ/ в башкирския и беззвучната венечно-небна проходна съгласна /ɕ/ в чувашкия език. В башкирската азбука буквата е 25-а по ред, а в чувашката — 22-ра. Буквата Ҫ произлиза от кирилското С, към което е добавен децсендер (камшиче). Аналогична е на латинската Ç, която обаче има съвсем друга звукова стойност.

## Кодове
| Буква  | Уникод |
| ------ | ------ |
| Главна | U+04AA |
| Малка  | U+04AB |

В други кодировки буквата Ҫ отсъства.